# ティンコマルス

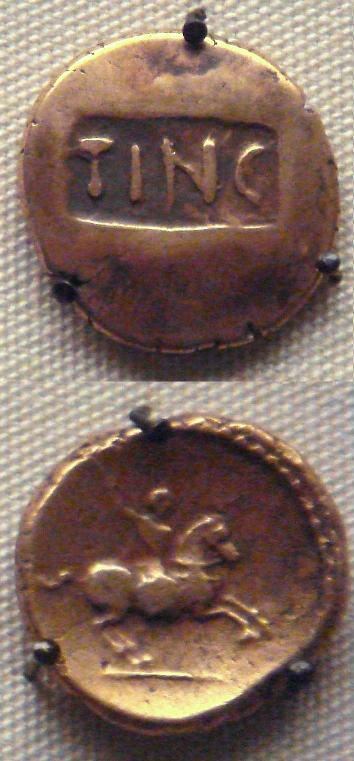
アトレバテス族の王、ティンコマルスのスタテル

ティンコマルス（Tincomarus）は、ローマによるブリタンニア侵攻以前にグレートブリテン島中南部に居住していたベルガエ族の一部族・アトレバテス族の王。
この名は島嶼ケルト及び大陸のケルトで典型的な、二要素からなる複合名（dithematic name）であり、「ティンコ」はおそらく魚の一種を、「マロ」は「大きな」を意味する。
1996年、新たに発見された貨幣によって彼の名の全貌が判明したが、これ以前は貨幣に刻まれた短縮名や、アウグストゥスの『神君アウグストゥスの業績録』の損傷した記述といった部分的な情報から、ティンコミウスと復元されていた。
彼はコンミウスの息子であり、およそ紀元前25-20年前に父親の地位を引き継いだ。コンミウスの晩年には父子は共同統治をおこなっていた可能性があると貨幣の分布から考えられている。ティンコマルスの統治についてはその殆どが明らかになっていないが、古銭学的証拠から父コンミウスよりティンコマルスがローマ帝国に対して友好的であった事が推測される。ティンコマルスが発行した貨幣は父のものに比べ、ローマの様式とのより強い類似性があり、質も高い。従ってローマから型抜き職人を雇ったことが強く想定される。G.C.ブーンの提案によれば、こうした技術革新は貨幣鋳造に限らず、ローマ帝国から幅広く技術供与が行われてきたことを示す。ティンコマルスの後継者たちは、"rex"（ラテン語で「王」）という語を自らの貨幣に印字している。これは、ティンコマルスがローマ帝国の属国の地位の獲得に着手していたことを示す。
ジョン・クレイトンはティンコマルスの貨幣に刻まれた像から、彼はアウグストゥスの治世の初期にローマ帝国で人質として養育された可能性があると論じた。
クレイトンはティンコマルスの貨幣と、ローマ帝国の人質であった事で知られるヌミディアのユバ2世のそれを比較し、ヌミディアで発見された貨幣に刻まれている名はティンコマルスの弟であるウェリカであるかもしれないと同定した。
カッレウァ・アトレバトゥム（現代のシルチェスター）にローマからもたらされる陶器などの輸入品は、紀元前16年までには相当の量に及んでいたようだ。おそらくティンコマルスは、アウグストゥスとの間に貿易及び外交上の関係を確立したのであろう。
紀元8年前後、理由は明らかではないがティンコマルスは臣下に追放された。
ローマへ難民として避難した彼は復権を請願したが、アウグストゥスはティンコマルスを復位させることよりもその兄弟である簒奪者エッピッルスを王として承認することを選んだ。
アウグストゥスは、同盟相手のティンコマルスが追放されたことを、ブリテンへの侵略の口実として利用する計画があったのかもしれない。
しかし、おそらくは他の外交政策上の問題がより喫緊であったためこの行動は延期せざるを得なかった。